# 克雷格·凱利

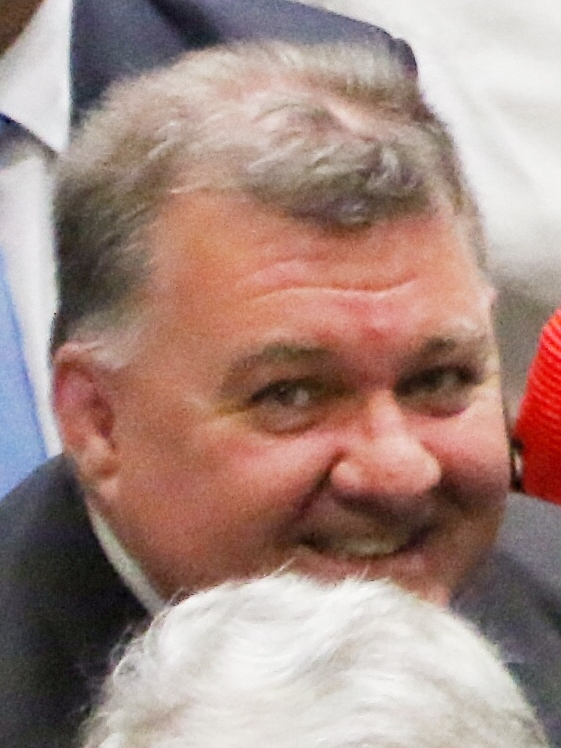
克雷格·凱利

克雷格·凱利（英語：Craig Kelly，1963年9月29日—）是一位澳洲政治人物，澳洲自由黨黨員。自2010年開始，他是休斯選區選出的澳大利亞眾議院的議員。他曾經是一位橄欖球選手。